# Schrijfgeld
Schrijfgeld of beschrijf is een in België gebruikte (wat oudere) term om de som aan te duiden die men betaalt voor het laten opstellen van een notariële akte. Het is dus eigenlijk een honorarium, of als het om een verkoopakte gaat, een vorm van belasting. Het "beschrijf" (in percentage op de verkoopprijs uitgedrukt) stijgt ook naarmate de waarde van de transactie stijgt. Zo spreekt men bij verkoop van woningen over klein beschrijf (5%) als het om een kleine of bescheiden woning gaat. Anders betaalt men groot beschrijf (10% in Vlaanderen, 12,5% in het Brussels Gewest en Wallonië).